# Julián Durán
Julián Durán, auch bekannt unter dem Spitznamen Pachuco, ist ein ehemaliger mexikanischer Fußballspieler, der sowohl im Mittelfeld als auch in der Angriffsreihe einsetzbar war.

## Leben
„Pachuco“ Durán spielte in der Eröffnungssaison 1943/44 der mexikanischen Primera División für den CD Veracruz, mit dem er in der Saison 1945/46 die Meisterschaft gewann.
Unmittelbar nach diesem Triumph wechselte er zum Real Club España und anschließend zum Club León, bevor er seine aktive Laufbahn bei einem Zweitligisten ausklingen ließ.
Durán war auch ein Spieler der mexikanischen Nationalmannschaft, die nach mehr als achtjähriger Unterbrechung am 13. Juli 1947 ein Freundschaftsspiel gegen die USA bestritt, das 5:0 gewonnen wurde.

## Erfolge
- Mexikanischer Meister: 1945/46